# Liste des matchs de l'équipe du Ghana de football par adversaire
Cette liste présente les matchs de l'équipe du Ghana de football par adversaire rencontré. Lorsqu'une rivalité footballistique particulière existe entre le Ghana et un autre pays, une page spécifique est parfois proposée.
- Haut – A
- B
- C
- D
- E
- F
- G
- H
- I
- J
- K
- L
- M
- N
- O
- P
- Q
- R
- S
- T
- U
- V
- W
- X
- Y
- Z

## A

### Algérie
Confrontations entre l'Algérie et le Ghana en matchs officiels :
| Date            | Lieu                       | Match           | Score | Compétition |          |
| 23 janvier 2015 | Mongomo Guinée équatoriale | Ghana - Algérie | 1-0   |             | CAN 2015 |

### Allemagne
Confrontations entre l'Allemagne et le Ghana
| Date         | Lieu                            | Match             | Score | Compétition                    |
| 23 juin 2010 | Johannesbourg ( Afrique du Sud) | Allemagne- Ghana  | 1 - 0 | Coupe du monde 2010 (Groupe D) |
| 21 juin 2014 | Fortaleza Brésil                | Allemagne - Ghana | 2 - 2 | Coupe du monde 2014 (Groupe G) |

Bilan partiel
- Total de matchs disputés : 2
- Victoires de l'équipe d'Allemagne : 1
- Matchs nuls : 1
- Victoires de l'équipe du Ghana : 0

### Allemagne de l'Est
Confrontations entre l'équipe d'Allemagne de l'Est de football et l'équipe du Ghana de football.
| Date            | Lieu                           | Match       | Score | Compétition        |
| 23 février 1964 | Accra ( Ghana)                 | Ghana - RDA | 0-3   | Match amical       |
| 28 août 1972    | Munich ( Allemagne de l'Ouest) | RDA - Ghana | 4-0   | JO 1972 (1er tour) |

Bilan
- Total de matchs disputés : 2
- Victoires de la RDA : 2
- Victoires du Ghana : 0
- Matchs nuls : 0

### Angleterre
Confrontations entre l'Angleterre et le Ghana en matchs officiels :
| Date         | Lieu               | Match              | Score | Compétition  |
| 29 mars 2011 | Londres Angleterre | Angleterre - Ghana | 1-1   | Match amical |

Bilan partiel
- Total de matchs disputés : 1
- Victoires de l'équipe d'Allemagne : 0
- Matchs nuls : 1
- Victoires de l'équipe du Ghana : 0

### Angola
Confrontations entre l'Angola et le Ghana :
| Date             | Lieu          | Match          | Score | Compétition                                 |
| 11 novembre 1980 | Luanda Angola | Angola - Ghana | 1-2   | Match amical                                |
| 6 octobre 1996   | Kumasi Ghana  | Ghana - Angola | 2-1   | Qualifications pour la Coupe d'Afrique 1998 |
| 22 juin 1997     | Luanda Angola | Angola - Ghana | 1-0   | Qualifications pour la Coupe d'Afrique 1998 |
| 28 avril 2004    | Accra Ghana   | Ghana - Angola | 1-1   | Match amical                                |
| 23 Mars 2023     | Accra Ghana   | Ghana - Angola | 1-0   | Qualifications pour la Coupe d'Afrique 2024 |
| 28 Mars 2023     | Luanda Angola | Angola - Ghana | 1-1   | Qualifications pour la Coupe d'Afrique 2024 |
| 5 Septembre 2024 | Accra Ghana   | Ghana - Angola | 0-1   | Qualifications pour la Coupe d’Afrique 2026 |

Bilan
- Total de matchs disputés : 4
- Victoires de l'équipe d'Angola : 2
- Victoires de l'équipe du Ghana : 3
- Match nul : 2

### Argentine
Confrontations entre l'équipe d'Argentine de football et l'équipe du Ghana de football.
| Date              | Lieu              | Match             | Score | Compétition                                           |
| 12 octobre 1964   | Yokohama Japon    | Argentine - Ghana | 1-1   | Football aux Jeux olympiques d'été de 1972 (Groupe D) |
| 30 septembre 2009 | Cordoba Argentine | Argentine - Ghana | 2-0   | Match amical                                          |

Bilan
- Total de matchs disputés : 2
- Victoires de l'Argentine : 1
- Victoires du Ghana : 0
- Matchs nuls : 1

### Australie
Confrontations entre l'Australie et le Ghana :
| Date              | Lieu                      | Match             | Score | Compétition                    |
| 18 juin 1995      | Sydney Australie          | Australie - Ghana | 2-1   | Match amical                   |
| 21 juin 1995      | Adelaide Australie        | Australie - Ghana | 1-0   | Match amical                   |
| 24 juin 1995      | Perth Australie           | Australie - Ghana | 0-1   | Match amical                   |
| 14 septembre 1996 | Durban Afrique du Sud     | Australie - Ghana | 2-0   | Match amical                   |
| 14 novembre 2006  | Londres Angleterre        | Australie - Ghana | 1-1   | Match amical                   |
| 23 mai 2008       | Sydney Australie          | Australie - Ghana | 1-0   | Match amical                   |
| 19 juin 2010      | Rustenburg Afrique du Sud | Australie - Ghana | 1-1   | Coupe du monde 2010 (Groupe E) |

Bilan
- Total de matchs disputés : 7
- Victoires de l'équipe d'Australie : 4
- Victoires de l'équipe du Ghana : 1
- Match nul : 2

## B

### Bénin et Dahomey
Confrontations entre le Ghana et le Dahomey puis le Bénin, :
|    | Date              | Lieu        | Match           | Score | Compétition                                                           |
| -- | ----------------- | ----------- | --------------- | ----- | --------------------------------------------------------------------- |
| 1  | 8 juillet 1967    | Cotonou     | Dahomey - Ghana | 2-1   | Match amical                                                          |
| 2  | 22 septembre 1968 | Accra       | Ghana - Dahomey | 3-0   | Match amical                                                          |
| 3  | 18 juin 1972      | Cotonou     | Dahomey - Ghana | 0-5   | Tours préliminaires à la Coupe du monde 1974 (zone Afrique, 1er tour) |
| 4  | 2 juillet 1972    | Kumasi      | Ghana - Dahomey | 5-1   | Tours préliminaires à la Coupe du monde 1974 (zone Afrique, 1er tour) |
| 5  | 19 juillet 1981   | Cotonou     | Bénin - Ghana   | 1-2   | Match amical                                                          |
| 6  | 13 février 1982   | Cotonou     | Bénin - Ghana   | 0-4   | Coupe d'Afrique de l'Ouest des nations 1982 (en) (gr. 1)              |
| 7  | 27 novembre 1984  | Ouagadougou | Ghana - Bénin   | 3-1   | Coupe d'Afrique de l'Ouest des nations 1984 (en) (1er tour)           |
| 8  | 13 janvier 1991   | Accra       | Ghana - Bénin   | 4-0   | Qualifications à la Coupe d'Afrique des nations 1992 (gr. 4)          |
| 9  | 28 juillet 1991   | Cotonou     | Bénin - Ghana   | 0-0   | Qualifications à la Coupe d'Afrique des nations 1992 (gr. 4)          |
| 10 | 24 décembre 1996  | Cotonou     | Bénin - Ghana   | 1-1   | Match amical                                                          |
| 11 | 26 janvier 2003   | Kumasi      | Ghana - Bénin   | 3-0   | Match amical                                                          |
| 12 | 15 février 2003   | Cotonou     | Bénin - Ghana   | 1-0   | Match amical                                                          |
| 13 | 21 novembre 2007  | Accra       | Ghana - Bénin   | 4-2   | Match amical                                                          |
| 14 | 29 mars 2009      | Kumasi      | Ghana - Bénin   | 1-0   | Éliminatoires de la Coupe du monde 2010 (zone Afrique, gr. D)         |
| 15 | 11 octobre 2009   | Cotonou     | Bénin - Ghana   | 1-0   | Éliminatoires de la Coupe du monde 2010 (zone Afrique, gr. D)         |
| 16 | 25 mai 2017       | Accra       | Ghana - Bénin   | 1-1   | Match amical                                                          |
| 17 | 25 juin 2019      | Ismaïlia    | Ghana - Bénin   | 2-2   | Coupe d'Afrique des nations 2019 (gr. F)                              |

#### Bilan
Au 30 juin 2019 :
- Total de matchs disputés : 17
- Victoires du Ghana : 10
- Matchs nuls : 4
- Victoires du Bénin : 3
- Total de buts marqués par le Ghana : 39
- Total de buts marqués par le Bénin : 12

### Brésil
Confrontations entre le Brésil et le Ghana :
| Date            | Lieu     | Match          | Score | Compétition                                                  |
| 28 juillet 1996 | Miami    | Brésil - Ghana | 4-2   | Football aux Jeux olympiques d'été de 1996 (Quart de finale) |
| 27 juin 2006    | Dortmund | Brésil - Ghana | 3-0   | Coupe du monde 2006 (1/8 finale)                             |
| 27 mars 2007    | Solna    | Brésil - Ghana | 1-0   | Match amical                                                 |

Bilan
- Total de matchs disputés : 3
- Victoires de l'équipe du Brésil : 3
- Victoires de l'équipe du Ghana : 0
- Match nul : 0

## C

### Cameroun

#### Confrontations
Confrontations entre le Cameroun et le Ghana :
|   | Date             | Lieu           | Match            | Score | Compétition                                                  |
| - | ---------------- | -------------- | ---------------- | ----- | ------------------------------------------------------------ |
| 1 | 17 juillet 1978  | Alger          | Ghana - Cameroun | 2-1   | Jeux africains de 1978 (gr. 2)                               |
| 2 | 9 mars 1982      | Tripoli        | Cameroun - Ghana | 0-0   | Coupe d'Afrique des nations 1982 (gr. A)                     |
| 3 | 5 mai 1982       | Yaoundé        | Cameroun - Ghana | 0-0   | Match amical                                                 |
| 4 | 30 novembre 1994 | Port Elizabeth | Ghana - Cameroun | 1-0   | Match amical                                                 |
| 5 | 4 octobre 1998   | Douala         | Cameroun - Ghana | 1-3   | Qualifications à la Coupe d'Afrique des nations 2000 (gr. 1) |
| 6 | 22 janvier 2000  | Accra          | Ghana - Cameroun | 1-1   | Coupe d'Afrique des nations 2000 (gr. A)                     |
| 7 | 7 février 2008   | Accra          | Ghana - Cameroun | 1-3   | Coupe d'Afrique des nations 2008 (demi-finale)               |
| 8 | 2 février 2017   | Franceville    | Cameroun - Ghana | 2-0   | Coupe d'Afrique des nations 2017 (demi-finale)               |
| 9 | 29 juin 2019     | Ismaïlia       | Cameroun - Ghana | 0-0   | Coupe d'Afrique des nations 2019 (gr. F)                     |

#### Bilan
Au 30 juin 2019 :
- Total de matchs disputés : 9
- Victoires du Cameroun : 2
- Matchs nuls : 4
- Victoires du Ghana : 3
- Total de buts marqués par le Cameroun : 8
- Total de buts marqués par le Ghana : 8

### Cap-Vert
| Date        | Lieu           | Match            | Score | Compétition                   |
| ----------- | -------------- | ---------------- | ----- | ----------------------------- |
| 4 Sep 2004  | Accra          | Ghana - Cap-Vert | 2-0   | FIFA 2006 Qualification       |
| 7 Oct 2005  | Praia          | Cap-Vert - Ghana | 0-4   | FIFA 2006 Quakification       |
| 2 Fev 2013  | Port Elizabeth | Ghana -Cap-Vert  | 2-0   | CAN 2013 ( Quarts de finale ) |
| 14 Jan 2024 | Abidjan        | Ghana - Cap-Vert | 1-2   | CAN 2024 (Gr ʙ )              |

### Comores

#### Confrontations
Confrontations entre le Ghana et les Comores :
|   | Date             | Lieu        | Match           | Score | Compétition                                                      |
| - | ---------------- | ----------- | --------------- | ----- | ---------------------------------------------------------------- |
| 1 | 13 novembre 2015 | Mitsamiouli | Comores - Ghana | 0-0   | Éliminatoires de la Coupe du monde 2018 : zone Afrique (2e tour) |
| 2 | 17 novembre 2015 | Accra       | Ghana - Comores | 2-0   | Éliminatoires de la Coupe du monde 2018 : zone Afrique (2e tour) |
| 3 | 18 Janvier 2022  | Garoua      | Ghana - Comores | 2-3   | CAN 2022 (1e tour)                                               |

#### Bilan
- Total de matchs disputés : 3
- Victoires du Ghana : 1
- Matchs nuls : 1
- Victoires des Comores : 1
- Total de buts marqués par le Ghana : 4
- Total de buts marqués par les Comores : 3

### Corée du Sud
Les confrontations officielles 
| Date             | Lieu            | Match                | Score | Compétition                                     |
| ---------------- | --------------- | -------------------- | ----- | ----------------------------------------------- |
| 28 novembre 2022 | Al Rayyan Qatar | Corée Du Sud - Ghana | 2-3   | Groupe H de la Coupe du monde de football 2022. |

### Cuba
Confrontations entre Cuba et le Ghana :
| Date             | Lieu        | Match        | Score | Compétition  |
| 10 décembre 1987 | Accra Ghana | Ghana - Cuba | 1-1   | Match amical |

Bilan
- Total de matchs disputés : 1
- Victoires de l'équipe de Cuba : 0
- Victoires de l'équipe du Ghana : 0
- Match nul : 1

## E

### Égypte
| 14 Oct 2013 | Accra    | Ghana - Égypte  | 6-1 | FIFA 2014 Qualification |
| ----------- | -------- | --------------- | --- | ----------------------- |
| 18 Nov 2013 | Le Caire | Égypte vs Ghana | 2-1 | FIFA 2014 Qualification |
| 13 Nov 2016 | Le Caire | Égypte vs Ghana | 2-0 | FIFA 2018 Qualification |
| 25 Jan 2017 | Le Caire | Égypte vs Ghana | 1-0 | CAN 2017 ( Groupe D )   |
| 12 Nov 2017 | Accra    | Ghana - Égypte  | 1-1 | FIFA 2018 Qualification |
| 18 Jan 2024 | Abidjan  | Égypte - Ghana  | 2-2 | CAN 2024 ( Groupe B )   |

### États-Unis
Confrontations entre le Ghana et les États-Unis en matches officiels :
| Date         | Lieu       | Match              | Score    | Compétition                               |
| 22 juin 2006 | Nuremberg  | Ghana - États-Unis | 2-1      | Coupe du monde 2006 (Groupe E)            |
| 26 juin 2010 | Rustenburg | États-Unis - Ghana | 1-2 a.p. | Coupe du monde 2010 (Huitièmes de finale) |
| 16 juin 2014 | Natal      | États-Unis - Ghana | 2-1      | Coupe du monde 2014 (Groupe G)            |

Bilan partiel
- Total de matchs disputés : 3
- Victoire du Ghana : 2
- Victoire des États-Unis : 1
- Match nul : 0
- Buts marqués par le Ghana : 5
- Buts marqués par les États-Unis : 4

## G

### Gabon
| 14.06.08 | Libreville | Gabon - Ghana | 2-0 | Éliminatoires coupe du monde 2010 Afrique |
| -------- | ---------- | ------------- | --- | ----------------------------------------- |
| 22.06.08 | Accra      | Ghana - Gabon | 2-0 | Éliminatoires coupe du monde 2010 Afrique |
| 14.01.22 | Yaoundé    | Gabon - Ghana | 1-1 | CAN 2022                                  |

### Guinée-Bissau

#### Confrontations
Confrontations entre la Guinée-Bissau et le Ghana :
|   | Date           | Lieu | Match                 | Score | Compétition                              |
| - | -------------- | ---- | --------------------- | ----- | ---------------------------------------- |
| 1 | 2 juillet 2019 | Suez | Guinée-Bissau - Ghana | 0-2   | Coupe d'Afrique des nations 2019 (gr. F) |

#### Bilan
Au 4 juillet 2019 :
- Total de matchs disputés : 1
- Victoires de la Guinée-Bissau : 0
- Matchs nuls : 0
- Victoires du Ghana : 1
- Total de buts marqués par la Guinée-Bissau : 0
- Total de buts marqués par le Ghana : 2

## I

### Italie
Confrontations entre le Ghana et l'Italie :
| Date         | Lieu              | Match          | Score | Compétition                    |
| 12 juin 2006 | Hanovre Allemagne | Italie - Ghana | 2-0   | Coupe du monde 2006 (Groupe E) |

Bilan
- Total de matchs disputés : 1
- Victoires de l'équipe du Ghana : 0
- Victoires de l'équipe d'Italie : 1
- Match nul : 0

## J

### Japon
Confrontations entre le Ghana et le Japon :
| Date             | Lieu     | Match         | Score | Compétition  |
| 8 juillet 1994   | Nagoya   | Japon - Ghana | 3-2   | Match amical |
| 14 juillet 1994  | Kobe     | Japon - Ghana | 2-1   | Match amical |
| 4 octobre 2006   | Yokohama | Japon - Ghana | 0-1   | Match amical |
| 9 septembre 2009 | Utrecht  | Japon - Ghana | 4-3   | Match amical |

Bilan
Total de matchs disputés : 4
- Victoires de l'équipe du Japon : 3
- Match nul : 0
- Victoire de l'équipe du Ghana : 1

## M

### Maroc
| Date            | Lieu             | Match         | Score | Compétition                                  |
| --------------- | ---------------- | ------------- | ----- | -------------------------------------------- |
| 21 janvier 2002 | Ségou Mali       | Maroc - Ghana | 0-0   | Coupe d'Afrique des nations de football 2002 |
| 28 janvier 2008 | Accra Ghana      | Ghana - Maroc | 2-0   | Coupe d'Afrique des nations de football 2008 |
| 10 Janvier 2022 | Yaoundé Cameroun | Maroc - Ghana | 1-0   | Can 2022                                     |

Bilan
- Total de matchs disputés :
- Victoires de l'équipe du Maroc :1
- Victoires de l'équipe du Ghana : 1
- Matchs nuls : 1

### Équipe de Mozambique
| 24/03/216  | Accra Ghana          | Ghana - Mozambique | 3-1 | Qualification CAN 2017 |
| ---------- | -------------------- | ------------------ | --- | ---------------------- |
| 27/03/2016 | Maputo Mozambique    | Mozambique - Ghana | 0-0 | Qualification CAN 2017 |
| 22/01/2024 | Abidjan Cote divoire | Mozambique - Ghana | 2-2 | CAN 2024 (Gr B)        |

## P

### Pays-Bas
Confrontations entre le Ghana et les Pays-Bas :
| Date            | Lieu               | Match            | Score | Compétition  |
| 13 octobre 1998 | Arnhem Pays-Bas    | Pays-Bas - Ghana | 0-0   | Match amical |
| 1er juin 2010   | Rotterdam Pays-Bas | Pays-Bas - Ghana | 4-1   | Match amical |

Bilan
- Total de matchs disputés : 2
- Victoires de l'équipe de Ghana : 0
- Victoires de l'équipe des Pays-Bas : 1
- Match nul : 1

### Portugal
Confrontations entre le Ghana et le Portugal 
| Date             | Luie            | Match            | Score | Compétition                                     |
| ---------------- | --------------- | ---------------- | ----- | ----------------------------------------------- |
| 26.06.14         | Brasília Brésil | Portugal - Ghana | 2 - 1 | Coupe du Monde 2014                             |
| 24 novembre 2022 | Doha Qatar      | Portugal - Ghana | 3-2   | Groupe H de la Coupe du monde de football 2022. |

## R

### République tchèque
Confrontations entre le Ghana et la République tchèque :
| Date         | Lieu              | Match                      | Score | Compétition                    |
| 17 juin 2006 | Cologne Allemagne | Ghana - République tchèque | 2-0   | Coupe du monde 2006 (Groupe E) |

Bilan
- Total de matchs disputés : 1
- Victoires de l'équipe du Ghana : 1
- Victoires de l'équipe de République tchèque : 0
- Match nul : 0

## S

### Serbie
Confrontations entre l'équipe du Ghana de football et l'équipe de Serbie de football.
| Titulaires : |  |
| |  |
| Vladimir Stojković, Aleksandar Kolarov, Nemanja Vidić, Branislav Ivanović, Marko Pantelić, Dejan Stanković, Nenad Milijaš, Aleksandar Luković, Milan Jovanović, Nikola Žigić, Miloš Krasić |  |
| Entraîneur : |  |
| Radomir Antić |  |

| Titulaires : |  |
| |  |
| Richard Kingson, Hans Sarpei, Asamoah Gyan, John Paintsil, John Mensah, Anthony Annan, Prince Tagoe, André Ayew, Isaac Vorsah, Kwadwo Asamoah, Kevin-Prince Boateng |  |
| Entraîneur : |  |
| Milovan Rajevac |  |

| Titulaires : |  |
| |  |
| Vladimir Stojković, Aleksandar Kolarov, Nemanja Vidić, Branislav Ivanović, Marko Pantelić, Dejan Stanković, Nenad Milijaš, Aleksandar Luković, Milan Jovanović, Nikola Žigić, Miloš Krasić |  |
| Entraîneur : |  |
| Radomir Antić |  |

| Titulaires : |  |
| |  |
| Richard Kingson, Hans Sarpei, Asamoah Gyan, John Paintsil, John Mensah, Anthony Annan, Prince Tagoe, André Ayew, Isaac Vorsah, Kwadwo Asamoah, Kevin-Prince Boateng |  |
| Entraîneur : |  |
| Milovan Rajevac |  |

Bilan
- Total de matchs disputés : 1
- Victoires de l'équipe du Ghana : 1
- Victoires de l'équipe de Serbie : 0
- Matchs nuls : 0

### Sierra Leone

#### Confrontations
Confrontations entre la Sierra Leone et le Ghana :
|    | Date             | Lieu     | Match                                         | Score | Compétition                                                           |
| -- | ---------------- | -------- | --------------------------------------------- | ----- | --------------------------------------------------------------------- |
| 1  | 1954             |          | Côte-de-l'Or - Protectorat de la Sierra Leone | 2-0   | Match amical                                                          |
| 2  | 30 janvier 1971  | Freetown | Sierra Leone - Ghana                          | 2-1   | Match amical                                                          |
| 3  | 7 février 1971   | Accra    | Ghana - Sierra Leone                          | 2-1   | Match amical                                                          |
| 4  | 6 janvier 1980   | Freetown | Sierra Leone - Ghana                          | 2-4   | Match amical                                                          |
| 5  | 30 mars 1987     | Accra    | Ghana - Sierra Leone                          | 1-2   | Qualifications à la Coupe d'Afrique des nations 1988 (1er tour)       |
| 6  | 11 avril 1987    | Freetown | Sierra Leone - Ghana                          | 0-0   | Qualifications à la Coupe d'Afrique des nations 1988 (1er tour)       |
| 7  | 28 novembre 1993 | Freetown | Sierra Leone - Ghana                          | 2-3   | Coupe Amílcar Cabral 1993 (en) (gr. B)                                |
| 8  | 12 novembre 1995 | Accra    | Ghana - Sierra Leone                          | 2-0   | Match amical                                                          |
| 9  | 4 septembre 1994 | Accra    | Ghana - Sierra Leone                          | 4-1   | Qualifications à la Coupe d'Afrique des nations 1996 (gr. 3)          |
| 10 | 8 avril 1995     | Freetown | Sierra Leone - Ghana                          | 1-0   | Qualifications à la Coupe d'Afrique des nations 1996 (gr. 3)          |
| 11 | 5 avril 1997     | Freetown | Sierra Leone - Ghana                          | 1-1   | Tours préliminaires à la Coupe du monde 1998 (zone Afrique - 2e tour) |
| 12 | 17 août 1997     | Obuasi   | Ghana - Sierra Leone                          | 0-2   | Tours préliminaires à la Coupe du monde 1998 (zone Afrique - 2e tour) |
| 13 | 9 juillet 2000   | Accra    | Ghana - Sierra Leone                          | 5-0   | Tours préliminaires à la Coupe du monde 2002 (zone Afrique - 2e tour) |
| 14 | 5 mai 2001       | Freetown | Sierra Leone - Ghana                          | 1-1   | Tours préliminaires à la Coupe du monde 2002 (zone Afrique - 2e tour) |
| 15 | 19 octobre 2002  | Freetown | Sierra Leone - Ghana                          | 2-1   | Match amical                                                          |

#### Bilan
Au 22 avril 2019 :
- Total de matchs disputés : 15
- Victoires de la Sierra Leone : 5
- Matchs nuls : 3
- Victoires du Ghana : 7
- Total de buts marqués par la Sierra Leone : 17
- Total de buts marqués par le Ghana : 27

### Somalie

#### Confrontations
Confrontations entre la Somalie et le Ghana :
|   | Date             | Lieu   | Match           | Score | Compétition                                                               |
| - | ---------------- | ------ | --------------- | ----- | ------------------------------------------------------------------------- |
| 1 | 16 novembre 2003 | Accra  | Somalie - Ghana | 0-5   | Phases qualificatives de la Coupe du monde 2006 (zone Afrique - 1er tour) |
| 2 | 19 novembre 2003 | Kumasi | Ghana - Somalie | 2-0   | Phases qualificatives de la Coupe du monde 2006 (zone Afrique - 1er tour) |

#### Bilan
Au 4 mai 2019 :
- Total de matchs disputés : 2
- Victoires de la Somalie : 0
- Matchs nuls : 0
- Victoires du Ghana : 2
- Total de buts marqués par la Somalie : 0
- Total de buts marqués par le Ghana : 7

### Suisse

#### Confrontations
Confrontation entre la Suisse et le Ghana :
|   | Date             | Lieu         | Match          | Score | Compétition                                   |
| - | ---------------- | ------------ | -------------- | ----- | --------------------------------------------- |
| 1 | 17 novembre 2022 | 🇦🇪 Abou Dabi | Ghana - Suisse | 2-0   | Match de préparation à la Coupe du monde 2022 |

#### Bilan
Au 17 novembre 2022 :
- Total de matchs disputés : 1
- Victoires de la Suisse : 0
- Matchs nuls : 0
- Victoires du Ghana : 1

## T

### Tunisie

#### Confrontations
Confrontations entre la Tunisie et le Ghana :
|    | Date             | Lieu           | Match           | Score           | Compétition                                        |
| -- | ---------------- | -------------- | --------------- | --------------- | -------------------------------------------------- |
| 1  | 24 novembre 1963 | Accra          | Ghana - Tunisie | 1-1             | Coupe d'Afrique des nations 1963 (gr. A)           |
| 2  | 21 novembre 1965 | Tunis          | Tunisie - Ghana | 2-3 (ap)        | Coupe d'Afrique des nations 1965 (finale)          |
| 3  | 14 mars 1978     | Accra          | Ghana - Tunisie | 1-0             | Coupe d'Afrique des nations 1978 (demi-finale)     |
| 4  | 27 janvier 1980  | Accra          | Ghana - Tunisie | 4-1             | Match amical                                       |
| 5  | 12 mars 1982     | Tripoli        | Ghana - Tunisie | 1-0             | Coupe d'Afrique des nations 1982 (gr. A)           |
| 6  | 1er janvier 1985 | Abidjan        | Tunisie - Ghana | 2-0             | Match amical                                       |
| 7  | 2 janvier 1994   |                | Ghana - Tunisie | 1-1             | Match amical                                       |
| 8  | 19 janvier 1996  | Port Elizabeth | Ghana - Tunisie | 2-1             | Coupe d'Afrique des nations 1996 (gr. D)           |
| 9  | 9 février 1998   | Ouagadougou    | Ghana - Tunisie | 2-0             | Coupe d'Afrique des nations 1998 (gr. B)           |
| 10 | 22 décembre 1999 | Sfax           | Tunisie - Ghana | 2-0             | Match amical                                       |
| 11 | 18 janvier 2000  |                | Ghana - Tunisie | 2-0             | Match amical                                       |
| 12 | 27 mars 2003     | Radès          | Tunisie - Ghana | 2-2 (tab : 8-7) | Match amical                                       |
| 13 | 15 janvier 2006  | Radès          | Tunisie - Ghana | 2-0             | Match amical                                       |
| 14 | 19 novembre 2008 | Accra          | Ghana - Tunisie | 0-0             | Match amical                                       |
| 15 | 5 février 2012   | Franceville    | Ghana - Tunisie | 2-1 (ap)        | Coupe d'Afrique des nations 2012 (quart de finale) |
| 16 | 13 janvier 2013  | Abou Dabi      | Ghana - Tunisie | 4-2             | Match amical                                       |
| 17 | 8 juillet 2019   | Ismaïlia       | Ghana - Tunisie | 1-1 (tab : 4-5) | Coupe d'Afrique des nations 2019 (1/8 de finale)   |

#### Bilan
Au 9 juillet 2019 :
- Total de matchs disputés : 17
- Victoires de la Tunisie : 4
- Matchs nuls : 4
- Victoires du Ghana : 9
- Total de buts marqués par la Tunisie : 18
- Total de buts marqués par le Ghana : 26

## U

### Uruguay
Confrontations entre l'Uruguay et le Ghana :
| Date           | Lieu                         | Match           | Score           | Compétition                           |
| 2 juillet 2010 | Johannesbourg Afrique du Sud | Uruguay - Ghana | 1-1, 4-2 t.a.b. | Coupe du monde 2010 (quart de finale) |
| 2/12/2022      | Al Wakrah/ Qatar             | Ghana - Uruguay | 0-2             | Coupe du monde 2022 (Phase de Groupe) |

Bilan
- Total de matchs disputés : 2
- Victoires de l'équipe d'Uruguay : 2
- Victoires de l'équipe du Ghana : 0
- Match nul :